# Porcellionides coxalis
Porcellionides coxalis är en kräftdjursart som först beskrevs av Gustav Budde-Lund 1879.  Porcellionides coxalis ingår i släktet Porcellionides och familjen Porcellionidae. Inga underarter finns listade i Catalogue of Life.